# Albert Herman
Albert Herman (22 de febrero de 1887 – 28 de septiembre de 1958) fue un director, guionista, productor y actor cinematográfico de nacionalidad estadounidense.
Su verdadero nombre era Adam Herman Foelker. Nació en Troy, Nueva York, y falleció en el Condado de Los Ángeles, California.

## Filmografía

### Director
| - 1921 : The Golfer - 1921 : Say It with Flowers - 1921 : Love and War - 1922 : Try and Get It - 1922 : Atta Boy - 1922 : Hicksville's Romeo - 1922 : Cured - 1922 : The Cabby - 1922 : Just Dogs - 1922 : True Blue - 1922 : A Small Town Derby - 1922 : Me and My Mule - 1923 : The American Plan - 1923 : Hee Haw - 1923 : Farm Follies - 1923 : The Home Plate - 1923 : Game Hunters - 1923 : A Spooky Romance - 1923 : Vamped - 1923 : Oh! Nursie! - 1923 : Fare Enough - 1923 : Hold On - 1923 : Buddy at the Bat - 1923 : Back to Earth - 1923 : Bringing Up Buddy - 1923 : One Exciting Day - 1923 : A Regular Boy - 1923 : Don't Scream - 1923 : Fashion Follies - 1923 : Golfmania - 1923 : Down to the Ship to See - 1923 : She's a He - 1923 : A Corn-Fed Sleuth - 1923 : My Pal - 1923 : Buckin' the Line - 1924 : The Rich Pup - 1924 : You Are Next - 1924 : Quit Kidding - 1924 : A Young Tenderfoot - 1924 : The Racing Kid - 1924 : Happy Days - 1924 : Trailing Trouble - 1924 : Sailor Maids - 1924 : Please, Teacher! - 1924 : Starving Beauties - 1924 : Scared Stiff - 1924 : Eat and Run - 1924 : Mind the Baby - 1924 : The Trouble Fixer - 1924 : Snappy Eyes - 1924 : The Nickel-Plated West - 1924 : Dancing Daisies - 1924 : A Movie Mad Maid - 1925 : Nobody Works But Father - 1925 : Slick Articles - 1925 : Dry Up - 1925 : Spooky Spooks - 1926 : Three Fleshy Devils - 1926 : Try and Do It - 1926 : Fighting Fool - 1926 : Beyond the Trail - 1926 : Punches and Perfume - 1926 : Sawdust Baby - 1926 : Look Out Below - 1926 : Flying Papers - 1926 : Blue Black - 1927 : Even Up - 1927 : Curses - 1927 : The Speed Hound - 1927 : Hot Tires - 1927 : Weak Knees - 1927 : Lost in a Pullman | - 1927 : Custard's Last Stand - 1927 : Mickey's Circus - 1927 : Wanderers of the Waistline - 1927 : Mickey's Pals - 1927 : Tanks of the Wabash - 1927 : Mickey's Eleven - 1927 : Mickey's Battle - 1927 : 3 Missing Links - 1928 : Mickey's Parade - 1928 : A Social Error - 1928 : Mickey in School - 1928 : All Washed Up - 1928 : Rah! Rah! Rexie! - 1928 : Too Many Hisses - 1928 : Mickey's Nine - 1928 : Top Hats - 1928 : Mickey's Little Eva - 1928 : Are Husbands People? - 1928 : My Kingdom for a Hearse - 1928 : After the Squall - 1928 : Mickey's Wild West - 1928 : Restless Bachelors - 1928 : Silk Sock Hal - 1928 : Home Meal - 1928 : Mickey's Triumph - 1928 : Mickey's Rivals - 1928 : Mickey the Detective - 1928 : Mickey's Athletes - 1928 : Mickey's Big Game Hunt - 1929 : Mickey's Great Idea - 1929 : Mickey's Explorers - 1929 : Mickey's Menagerie - 1929 : Mickey's Last Chance - 1929 : Mickey's Brown Derby - 1929 : Mickey's Northwest Mounted - 1929 : Mickey's Initiation - 1929 : Mickey's Midnite Follies - 1929 : Mickey's Surprise - 1929 : Mickey's Mix-Up - 1929 : Mickey's Big Moment - 1929 : Mickey's Strategy - 1930 : Mickey's Champs - 1930 : Mickey's Master Mind - 1930 : Mickey's Luck - 1930 : Mickey's Whirlwinds - 1930 : Mickey's Warriors - 1930 : Mickey the Romeo - 1930 : Mickey's Merry Men - 1930 : Mickey's Winners - 1930 : Mickey's Musketeers - 1930 : Mickey's Bargain - 1931 : Mickey's Stampede - 1931 : Mickey's Crusaders - 1931 : Mickey's Rebellion - 1931 : Mickey's Diplomacy - 1931 : Mickey's Wildcats - 1931 : Mickey's Thrill Hunters - 1931 : Sporting Chance - 1932 : Exposed - 1933 : The Whispering Shadow | - 1933 : The Big Chance - 1934 : Twisted Rails - 1935 : Speed Limited - 1935 : Big Boy Rides Again - 1935 : Million Dollar Haul - 1935 : The Drunkard - 1935 : The Cowboy and the Bandit - 1935 : What Price Crime? - 1935 : Danger Ahead - 1935 : Western Frontier - 1935 : Trails End - 1935 : Hot Off the Press - 1935 : Gun Play - 1936 : The Broken Coin - 1936 : Blazing Justice - 1936 : Outlaws of the Range - 1936 : The Amazing Exploits of the Clutching Hand - 1936 : The Black Coin - 1936 : Bars of Hate - 1937 : Valley of Terror - 1937 : Renfrew of the Royal Mounted - 1938 : Rollin' Plains - 1938 : On the Great White Trail - 1938 : The Utah Trail - 1938 : Starlight Over Texas - 1938 : Where the Buffalo Roam - 1938 : Song of the Buckaroo - 1939 : Sundown on the Prairie - 1939 : Rollin' Westward - 1939 : The Man from Texas - 1939 : Down the Wyoming Trail - 1940 : Rhythm of the Rio Grande - 1940 : Pals of the Silver Sage - 1940 : The Golden Trail - 1940 : Rainbow Over the Range - 1940 : Roll, Wagons, Roll - 1940 : Arizona Frontier - 1940 : Take Me Back to Oklahoma - 1940 : Rolling Home to Texas - 1941 : The Pioneers - 1941 : Gentleman from Dixie - 1942 : The Dawn Express - 1942 : A Yank in Libya - 1942 : Miss V from Moscow - 1942 : The Rangers Take Over - 1943 : Bad Men of Thunder Gap - 1944 : Shake Hands with Murder - 1944 : Delinquent Daughters - 1944 : Rogues' Gallery - 1945 : The Phantom of 42nd Street - 1945 : The Missing Corpse - 1950 : The Cisco Kid (serie TV) |

### Guionista
| - 1945 : The Phantom of 42nd Street - 1922 : Hicksville's Romeo - 1922 : True Blue - 1923 : The American Plan | - 1923 : Buddy at the Bat - 1923 : Bringing Up Buddy - 1924 : Quit Kidding | - 1924 : Please, Teacher! - 1924 : Dancing Daisies - 1936 : The Black Coin |

### Productor
| - 1926 : Try and Do It - 1926 : Fighting Fool - 1926 : Punches and Perfume - 1926 : Look Out Below - 1926 : Blue Black - 1927 : Even Up | - 1931 : Sporting Chance - 1934 : Inside Information - 1937 : Renfrew of the Royal Mounted - 1938 : On the Great White Trail | - 1941 : Riot Squad - 1944 : Shake Hands with Murder - 1944 : Delinquent Daughters - 1944 : Rogues' Gallery |

### Actor
| - 1914 : The Atonement - 1914 : Snakeville's New Waitress - 1914 : When Slippery Slim Met the Champion | - 1914 : Broncho Billy's Mother - 1914 : Slippery Slim and the Impersonator - 1914 : Broncho Billy's Double Escape | - 1914 : Broncho Billy's Judgment - 1921 : Love and War - 1928 : After the Squall |